# Dostoïevski (série télévisée)
Pour les articles homonymes, voir Dostoïevski (homonymie).
Dostoïevski (Достоевский) est une minisérie russe en huit épisodes sur la vie de Fiodor Dostoïevski de 55 minutes environ, réalisée par Vladimir Khotinenko, diffusée du 22 au 26 mai 2011 sur Rossiya 1.
En France, elle a été diffusée à partir du 5 décembre 2013 sur Arte. Elle reste inédite dans les autres pays francophones.

## Synopsis
Les événements qu'illustre cette série ne sont pas tous présentés dans l'ordre chronologique.

### Premier épisode
« …l'accusé Fiodor Dostoïevski est reconnu, par la cour, coupable d'avoir reçu en mars, à Moscou, de la part de l'accusé Alexeï Plechtcheïev une copie de la lettre criminelle du critique littéraire Vissarion Belinski et de l'avoir lue en réunion chez l'accusé Sergueï Dourov puis chez l'accusé Mikhaïl Petrachevski et enfin de l'avoir transmise pour copie à l'accusé Nikolaï Mombelli (ru) ». Par ces mots, Dostoïevski comme vingt-deux autres condamnés qui ont subi la même procédure, s'apprête à être passé par les armes sur la place Semionov, à Saint-Pétersbourg, le 22 décembre 1849. In extremis les peines sont commuées en déportation en Sibérie.
De son séjour au bagne la série retient en flash-back les souvenirs d'un repas avec son père et son frère Mikhaïl puis une rencontre avec une prostituée à Saint-Pétersbourg. Elle retient aussi les figures des bagnards Nevalid Petrovitch,, Antonytch, Khristiantsev, Gazine qui tente de le tuer car il ne supporte pas qu'il puisse se procurer du thé dans un endroit pareil, Orlov qui s'évade et qui retrouvé au bout d'un an subit une bastonnade dirigée énergiquement par Jerebiatnikov qui prend plus soin de sa chienne Doussia que des prisonniers, Petrov qui recherche son contact et qui se trouve là pour une ou des raisons mystérieuses, Akim Akimovitch qui prend soin de ses mains ensanglantées lorsqu'il doit pousser le bras qui entraîne les engrenages du tour à bois, le docteur à l'hôpital où il se retrouve après une crise d'épilepsie. Celui-ci qui a lu et admire son livre Les Pauvres Gens lui offre Don Quichotte mais le livre qui l'accompagne partout est une bible qu'il lit fréquemment.
Libéré au bout de cinq ans il se retrouve comme simple soldat en garnison à Semipalatinsk où il fait la connaissance de Maria Dmitrievna Issaïeva. Elle l'invite à prendre le thé à la maison ce qui donne l'occasion à son mari de dire à l'invité tout le mal qu'il pense de son épouse.

### Deuxième épisode
Grâce à Alexandre Wrangel, Dostoïevski quitte la caserne, où il ne pointera qu'une fois par semaine, pour s'installer en ville afin de pouvoir se consacrer à son travail d'écrivain. Mais son passé de bagnard ne facilite pas son intégration au milieu des notables locaux d'autant plus qu'il a gardé de l'estime, voir de l'admiration pour certains de ses anciens compagnons déportés. Il se souvient par exemple d'Orlov mort de souffrance après avoir subi le châtiment de 1 000 coups de bâton. Il retrouve Maria Dmitrievna essayant de survivre à l'écart de cette bourgeoisie de province qui se réunit pour médire, jouer aux cartes, s'empiffrer et se saouler tout comme son mari qui est sans emploi. Pour ce dernier, par l'intermédiaire d'un ami, il obtient du gouverneur, un poste d'assesseur préposé au ravitaillement dans la région de Kouznetsk à 700 verstes de Semipalatinsk.
Il rend visite à Maria Issaïeva. Devenue veuve elle est courtisée par Nikolaï Borissovitch Vergounov, un instituteur, qui bien que gagnant tout juste de quoi vivre avec son fils Pacha, les aide matériellement. Maria qui aime toujours Fiodor Dostoïevski se trouve dans la situation de choisir entre les deux hommes. Après avoir fait le point avec Vergounov, l'écrivain mais encore soldat doit rejoindre son unité et repart en leur laissant le temps de décider de l'avenir.
Revenu à Semipalatinsk, Dostoïevski qui s'inquiète pour la survie de Maria et de son fils implore Wrangel de leur venir en aide : faire entrer Pacha dans le corps des cadets pour diminuer les charges de la famille et obtenir une augmentation de salaire pour Vergounov. Au cours de cette rencontre son «mentor» lui remet les cadeaux que son frère lui a fait parvenir et parmi des imprimés il découvre des articles qui lui rappellent que chez Advotia Sergueïeva, il avait été tourné en ridicule par Ivan Tourgueniev. pour ses prétentions littéraires,
Il reçoit la visite d'un jeune athée qui s'étonne de le voir lire la Bible ce qui lui permet d'en donner les raisons mais aussi de raconter à son visiteur dans quelles circonstances ce livre lui a été offert, dans quel contexte Petrov le lui a volé et comment le voleur a pu le lui restituer.

### Troisième épisode
Après avoir été invité par un photographe à marquer sa promotion au grade d'officier, il informe sa famille qu'il a décidé de demander en mariage Maria Issaïeva ce qui l'oblige à emprunter 1200 roubles à son frère, à ses deux sœurs et la moitié de cette somme à sa tante.
Maria accepte sa demande et la noce est célébrée le 6 février 1857 en compagnie de Nikolaï Borissovitch qui, courtoisement, s'est effacé sans pour autant perdre l'affection de son amie. Le retour de Fiodor à Semipalatinsk nécessite la vente du mobilier de son épouse à Nikodime Pafnoutitch. Très vite la jeune femme regrette tous ces changements d'autant plus que Dostoïevski demandant d'être mis à la retraite peut quitter son unité et s'installer à Saint-Pétersbourg.
Il y retrouve son frère avec lequel il fonde une revue et se remet à écrire ce qui l'accapare au point de fragiliser son couple. Il y retrouve aussi le docteur Stepan Ianovski, un ami fidèle, marié avec la comédienne Alexandra Ivanovna Schubert. Stepan l'alerte sur la mauvaise santé de son épouse seulement Dostoïevski est tellement endetté qu'il ne peut envisager de payer à Maria un séjour au soleil.
Au théâtre, il fait la connaissance de l'épouse du médecin ce qui envenime les relations avec sa femme qui, par ses propos acerbes, pousse, malgré elle, son mari à se rapprocher davantage de l'actrice qui ne fait pas cas du qu'en-dira-t-on. Lors d'un dîner chez les Ianovski, Dostoïevski pris à partie par un invité, Vladimir, qui lui fait remarquer qu'il a pris des positions rétrogrades rentre à la maison où son épouse à bout de nerfs le dénigre violemment. C'en est trop : il fait une nouvelle crise d'épilepsie.
Alexandra doit partir travailler à Moscou et Fiodor, par respect pour son ami, ne la suit pas et dit adieu à la comédienne.

### Quatrième épisode
Dostoïevski qui essuie de sévères critique pour son livre Humiliés et offensés écrit dans le journal Le Temps que son frère gère malgré toutes les difficultés. Il assure aussi des séances de lecture publique auxquelles son épouse n'assiste jamais. Au milieu d'un auditoire attentif il remarque une belle jeune femme, Apollinaria Souslova à laquelle il ne reste pas insensible.
Chaque semaine le docteur Ianovski rend visite à Maria Dmitrievna pour surveiller sa santé : c'est une occasion pour le praticien de faire comprendre à son ami qu'il n'a pas été dupe des relations que son épouse Alexandra entretenait avec Fiodor.
Le milieu étudiant en effervescence réclame les libertés civiques et Apollinaria Souslova qui n'accepte pas d'être traitée comme une femelle bonne à faire des enfants et à cuisiner se distingue par sa véhémence. Cela n'empêche pas Dostoïevski dont les idées sont très éloignées de l'Union des étudiants, d'avoir une relation passionnelle avec elle. Les conséquences sur l'atmosphère familiale en sont désastreuses mais cela permet à l'amante d'être publiée dans Le Temps ce que déplore Mikhaïl.
Bien que quasiment envoûté par Polina, Dostoïevski refuse la demande en mariage de la jeune femme. Celle-ci part pour Paris où Fiodor promet de la rejoindre. La revue qu'il dirige avec son frère ayant été interdite pour un contenu jugé favorable aux indépendantistes polonais, son épouse étant partie se soigner chez sa tante à Vladimir, l'écrivain prend le train et arrive à Wiesbaden en août 1863 où il satisfait sa passion du jeu. Bien lui en prend : il gagne 5 000 francs et se promet d'en envoyer 2 000 à sa femme, Macha et 1 000 à son frère, Mikhaïl.

### Cinquième épisode
Dostoîevski de rend à Paris et surprend Polina dans les bras de Salvador, un espagnol, étudiant en médecine. S'ensuit un interrogatoire orageux où il comprend que la jeune femme de dix-neuf ans sa cadette est uniquement attirée par le physique de ce jeune bellâtre. Apollinaria consciente qu'elle n'est qu'un jouet pour ce jeune homme veut le tuer; découvrant qu'il la trompe, pressée par Fiodor, elle se ravise et accompagne l'écrivain à Baden-Baden.
Dostoïevski y rencontre Ivan Tourgueniev dont les opinions sur la Russie sont très éloignées des siennes. Le démon du jeu, son caractère superstitieux le poussent à jouer au casino où il perd une grosse somme d'argent à la roulette. Rentré à l'hôtel, il retrouve Polina qui lui refuse tout rapport charnel mais accepte une relation frère sœur. En septembre 1863 ils sont à Rome où la jeune femme souhaitait aller et là, au milieu des ruines de l'Empire romain, n'étant pas satisfaits de ce type de relation, ils décident de se séparer. Polina rentre à Paris et Dostoîevski à Saint-Pétersbourg.
Quand il rentre, son épouse est à l'agonie et son ami le docteur Stepan Ianovski lui dit qu'il ne peut s'en remettre qu'au seigneur. Son mari l'entoure de son affection jusqu'à son dernier soupir, le 9 mai 1864 (calendrier julien).
Tel Don Quichotte, dans un quartier mal famé de Saint-Pétersbourg, Fiodor vient au secours d'un clochard sauvagement agressé par deux voyous mais le malheureux refuse d'être aidé; dépité l'écrivain rentre dans une auberge où il entend deux clients qui dissertent sur le bien fondé d'éliminer les personnes dont le comportement est néfaste pour la société. Dostoïevski leur rappelle que Dieu est seul juge.
Revenu au siège du journal L'Époque que dirige Mikhaïl, son frère est pris d'un malaise et meurt peu après, le 22 juillet 1864 (calendrier julien). À ses obsèques il rencontre sa tante qui le met en garde et lui rappelle ses responsabilités.

### Sixième épisode
Comme la Galerie Tretiakov a commandé à Vassili Perov le portrait de Dostoïevski, l'écrivain est soumis à des séances de pose qui lui sont très pénibles mais cela lui permet d'exposer au peintre son Slavophilisme opposé à l'Occidentalisme de ses détracteurs.
En 1861, au manoir de Polibino (ru), dans la propriété des Kroukovski, Anna Vassilievna, l'aînée de leurs deux filles reçoit une lettre de Dostoïevski où il fait des commentaires élogieux sur le manuscrit qu'elle lui avait envoyé. Avec sa sœur Sonia qui partage sa joie et la complicité de sa mère elle obtient de son père l'autorisation de se rendre à Saint-Pétersbourg où la famille possède une maison, ou un appartement, pour rencontrer l'écrivain mais aussi l'éditeur d'une revue.
Invité chez les Kroukovski, Dostoïevski ne s'attarde pas mais à sa seconde visite il plaît aux deux jeunes filles grâce à sa simplicité, sa fougue et obtient la sympathie de la mère par le récit des épreuves qu'il a subies. Cependant Anna n'envisage pas d'épouser Fiodor car elle ne souhaite pas mener la vie de mère de famille et la cadette bien que très éprise n'obtient pas l'assentiment de l'écrivain car elle est très jeune.
Les rencontres qui suivent sont celles des créanciers. L'un a avancé de l'argent pour éditer sa revue qui périclite et l'autre est Nikolaï Nikolaïevitch Stellovski auprès duquel il n'a pas tenu ses engagements : Crime et Châtiment qu'il devait lui remettre a paru dans le Messager et Roulettenbourg, Le Joueur, n'est pas commencé. Pressé par Stellovski, malgré les mises en garde de Strakhov, il accepte le contrat : rédiger le roman dans les trente jours sinon l'éditeur aura tous les droits sur ce livre et sur toutes ses œuvres pendant neuf ans.
Il engage une dactylo, la jeune et patiente Anna Grigorievna Snitkina à qui il va dicter, fébrilement, les 240 pages du roman. Pourtant le contexte ne l'aide guère; Pacha qui lui reproche de ne pas lui permettre de mener le train de vie de ses camarades étudiants lui crie sa haine : cela provoque chez l'écrivain une nouvelle crise d'épilepsie. Il se remet. Le travail reprend. Anna dactylographie à nouveau mais pour ajouter aux complications de leur quotidien voilà que sa nièce, Macha et son neveu, Aliocha viennent s'installer chez lui.

### Septième épisode
Accompagné de Nikolaï Strakhov, Dostoïevski se rend chez Fiodor Stellovski afin de lui remettre le manuscrit du Joueur avant l'expiration du délai. Ils ne trouvent que le majordorme qui leur répond que Monsieur est parti et qu'il n'a pas l'autorisation de s'occuper de cette affaire. Strakhov, très combatif, trouve la parade à cette manœuvre : il entraîne son ami au commissariat pour faire enregistrer le dépôt. Le chef de poste, pas habitué à cette démarche, hésite, mais la verve de Nikolaï balaie toute résistance. À son retour, Stellovski reçoit le manuscrit enregistré des mains d'un policier que l'éditeur surprend par sa mauvaise humeur.
Avec la remise du manuscrit, la collaboration d'Anna, prend fin mais au moment de se séparer d'elle, Dostoïevski lui déclare qu'il pourrait la demander en mariage. Elle accepte de bon cœur et ils partent pour Baden-Baden avec l'argent de la dot. Cette somme, n'étant pas très élevée, l'écrivain pense l'augmenter en jouant à la roulette. dans cette ville, ils rencontrent Ivan Tourgueniev dont Fumée vient d'être très mal reçu en Russie. Son auteur, déçu par la société russe, fait remarquer à Fiodor que les héros de ses romans sont souvent pervers ce qui provoque l'emportement de Dostoïevski qu'Anna a du mal à contenir.
Il va oublier cet incident au casino d'où il ressort abattu ayant tout perdu. Abattu mais pas désespéré : il va jusqu'à mettre en gage la broche et les boucles d'oreilles de son épouse pour tenter de se refaire. Il perd tout; Anna et lui se retrouvent dans la rue, sans ressources.
Ayant quitté cet endroit «maudit» ils vont à Genève où Anna apprend à son mari qu'elle est enceinte. Bien que leur nouvel éditeur Mikhaïl Katkov soit plus régulier, leur situation matérielle reste très précaire mais Fiodor est très content de savoir qu'il va être père. Cependant l'inspiration lui fait défaut et il n'arrive pas à dégager la personnalité de son nouvel héros, Mychkine, de celle de Raskolnikov. En manque d'inspiration il part jouer à la roulette à Saxon-les-Bains où il finit de se ruiner en perdant même l'alliance de sa femme. De retour auprès d'elle, elle accouche peu après d'une fille, Sonia, qu'ils vont chérir pendant trois mois car elle meurt.
Face à tant d'adversité ils pensent qu'en allant en Italie, ils pourront remonter la pente.

### Huitième épisode
Anna Dostoïevskaïa se révèle être une bonne gestionnaire des affaires de la famille; heureusement car elle doit faire face aux créanciers dont un, Sergueï Ignatievitch réclame son dû alors qu'il a déjà été remboursé. Dans cette situation précaire, elle accouche difficilement d'une fille Lioubov.
Quant à Fiodor il finit d'écrire L'Idiot mais n'a pas assez d'argent pour expédier le manuscrit à Katkov. Ses mots: «...Argent. Maudit argent...» expriment la souffrance que lui procure l'importance qu'il y attache alors il va jouer au casino de Wiesbaden d'où il ressort dévalisé. Accablé, il erre dans un parc où il décide de renoncer définitivement au jeu avant de faire une nouvelle crise d'épilepsie.
La famille rentre à Saint-Pétersbourg où ils retrouvent Pacha qui souhaite habiter avec eux ce qu'Anna refuse, Monsieur Geterstein, un créancier, à qui ils doivent 12000 roubles auquel Anna arrache un compromis, Vassili Perov, le peintre, chez lequel Fiodor doit subir des séances de pose qu'il trouve exaspérantes. L'œuvre exposée à la Galerie Tretiakov devient le point de rencontre de ses détracteurs.
L'écrivain loue une vache, Zorka, pour fournir du lait à ses enfants. Il reste fidèle à Mikhaïl Katkov en déclinant l'offre alléchante d'un éditeur et résiste à l'appât du gain bien qu'il rêve d'acheter de beaux vêtements pour son épouse.
Il croise un jeune homme qui se révèle être un dangereux anarchiste mais ils ne le dénoncent pas. Il va le croiser une dernière fois, entouré par une escouade de policiers dont le chef reconnaît Dostoïevski : ce gradé faisait partie du peloton d'exécution qui devait le tuer le 22 décembre 1849.
Cette série se termine sur la surprise, une bonne cette fois, qu'Anna lui a préparée pour son anniversaire. Elle a invité Solomon, le photographe de Semipalatinsk, à participer à la fête et à prendre toute une série de photographies de la famille au grand complet, c'est-à-dire avec leurs trois enfants, Lioubov, Fiodor et Alexeï.

## Fiche technique
- Titre original : Достоевский
- Titre français : Dostoïevski
- Réalisation : Vladimir Khotinenko
- Scénario : Edouard Volodarski
- Photographie : Ilia Diomine
- Son : Vitali Rochchoupkine, Aleksandr Volodine
- Montage : Maks Polinski
- Musique : Alekseï Aïgui
- Production : Sergueï Leonidovitch Choumakov (ru), Natalia Gorina, Sergueï Gueorguievitch Melkoumov (ru)
- Société de production : Telekanal Rossiya
- Sociétés de distribution : Telekanal Rossiya (Russie), Yle (Finlande), Arte (France)
- Pays d'origine :  Russie
- Langue originale : russe
- Genre : biopic
- Durée : 440 minutes
- Dates de sortie :
  - Russie : 22 mai 2011
  - France : 5 décembre 2013

## Distribution
- Roustam Abdrachitov : un commissaire
- Denis Alarcon-Ramirez : Salvador, un étudiant espagnol
- Ielizaveta Nikolaïevna Arzamassova (ru) : Sofia Korvine-Kroukovskaïa, sonia, fille cadette de Vassili Korvine-Kroukovski et de Lizaveta Fiodorovna qui deviendra la mathématicienne Sofia Kovalevskaïa
- Pavel Dmitrievitch Barchak (ru) : Alexandre Wrangel avoué de la région de Semipalatinsk
- Sergueï Barkovski : Mikhaïl Andreïevitch Dostoïevski le père de Fiodor et de Mikhaïl
- Evguenia Bordzilovskaïa : madame Marta, infirmière et préceptrice de la fille de Fiodor Dostoïevski
- Mari Bourenkova : Kalachnitsa
- Ivan Brovine : un étudiant (non crédité au générique)
- Alekseï Chevtchenko : le majordome de l'éditeur Fiodor Timofeïevitch Stellovski
- Andreï Chtchoukine : le propriétaire d'un hôtel à Baden-Baden
- Saïd Dachouk-Nigmatouline : Mikhaïl Petrachevski
- Alexandre Domogarov : Alexandre Issaïev
- Roustam Ergachev : Nicolas Gogol
- Andreï Erofeïev : Solomon Leïbine, un ami de Dostoïevski, photographe à Semipalatinsk
- Sergueï Galitch : un étudiant (non crédité au générique)
- Leonid Gromov : le docteur Ermakov à l'hôpital du bagne qui offre Don Quichotte à Dostoïevski
- Alla Sergueïevna Iouganova (ru) (VF : Anne-Laure Gruet) : Anna Grigorevna Snitkina qui devient Anna Dostoïevskaïa, la seconde femme de Dostoïevski
- Veronica Ivachtchenko : Sonetchka Marmeladova
- Iouri Itskov : un agent
- Gueorg Jeno : receveur à la poste
- Viatcheslav Jestovski : un des créanciers de Dostoïevski
- Aleksandr Kalko : un serveur dans un wagon
- Aram Karakhanian : Kagan, un bagnard
- Sergueï Katchanov : Orlov, un bagnard
- Tchoulpan Khamatova : Maria Dmitrievna Issaïeva, Macha, Machenka, qui devient Maria Dmitrievna Dostoïevskaïa, la première femme de Dostoïevski
- Vladimir Khotinenko : un des créanciers de Dostoïevski, celui qui s'empare de la sucette destinée à Sonia (non crédité au générique).
- Andreï Khvorov : un invité chez Stepan Ianovski (non crédité au générique)
- Egor Aleksandrovitch Korechkov (ru) : Dmitri Grigorovitch
- Leonid Koroliov : prêtre (non crédité au générique)
- Vladimir Kosmidaïlo : un policier (non crédité au générique)
- Valeri Aleksandrovitch Koukharechine (ru) : Nikolaï Nekrassov
- Maria Kounakh : une mondaine (non créditée au générique)
- Aleksandr Kovaliov : un bagnard
- Avangard Leontiev : le créancier allemand
- Vladimir Lioubovski : un bagnard
- Andreï Litvine : joueur de casino (non crédité au générique)
- Iouri Lopariov : escorte
- Roman Madianov : l'éditeur, Fiodor Timofeïevitch Stellovski (ru)
- Konstantine Malychev : un hussard
- Olga Melekhina : fille de la ville [non créditée au générique)
- Ioulia Mikouchina : Kalachnitsa
- Evgueni Mironov : Fiodor Dostoïevski, Fedia
- Aleksandr Mitchkov : neveu de Dostoïevski (non crédité au générique)
- Daria Moroz : l'actrice Aleksandra Chubert-Ianovskaïa (ru) épouse de Stepan Ianovski
- Alekseï Morozov (acteur) (ru) : un étudiant, un terroriste, soupirant de Maria Issaïeva
- Stepan Morozov : Nikolaï Borissovitch Vergounov
- Sergueï Moutchenikov : un professeur d'université
- Petr Nikichtchikhine : le serviteur de Nikolaï Nekrassov (non crédité au générique)
- Aleksandr Nikolaïenko : un marchand (non crédité au générique)
- Natalia Viktorovna Nikolaïva (ru) : Katerina (non créditée au générique)
- Aleksandr Notkine : un étudiant (non crédité au générique)
- Alekseï Ogourtsov : Nikandre
- Leonid Okounev : Petrov, un bagnard
- Aleksandr Olechko : un correspondant
- Iouri Outkine : un Allemand, créancier de Dostoïevski (non crédité au générique)
- Ivan Patchine : Mikhaïl Dostoïevski jeune
- Iegor Peregoudov : Nikolaï Strakhov ami et biographe de Dostoïevski
- Janna Petrounina : une femme de chambre
- Alexandre Konstantinovitch Petrov : Vassili Perov
- Dmitri Pevtsov : Stepan Ianovski médecin de la famille Dostoïevski
- Vitali Pichik : Lanki
- Janna Pougatchiova : servante (non créditée au générique)
- Nina Prisselkova : la dame au parapluie (non créditée au générique)
- Aleksandr Prochine : Pacha Issaïev, fils adoptif de Fiodor Dostoïevski
- Gueorgui Prossalovski : un professeur d'université
- Irina Rozanova : Lizaveta Fiodorovna Korvine-Kroukovskaïa
- Aleksandr Valerianovitch Samoïlenko (ru) : Gazine, un bagnard
- Vladimir Aleksandrovitch Simonov (ru) (VF : Philippe Crubézy) : Ivan Tourgueniev
- Andreï Sirotine : Vladimir, un invité chez Stepan Ianovski
- Olga Smirnova sur le générique ou Olga Filimonova : Apollinaria Souslova, Polina
- Danila Starokojev : Pacha enfant, fils issu du mariage de Maria Dmitrievna Issaïeva avec Aleksandr Issaïev
- Iouri Konstantinovitch Stepanov (ru) : Jerebiatnikov officier en service au bagne
- Valentina Talyzina : Alexandra Fiodorovna Koumanina, tante de Fiodor Dostoïevski
- Sergueï Ivanovitch Taramaïev (ru) : Mikhaïl Dostoïevski, Micha, frère de Fiodor
- Ekaterina Tarassova : une étudiante
- Nastia Vakoulinskaïa : Varia
- Kirill Varaksa : un étudiant (non crédité au générique)
- Katerina Vassilieva : Avdotia Panaïeva
- Natalia Verova : une religieuse (non créditée au générique)
- Iekaterina Vilkova : Anna Vassilievna Korvine-Kroukovskaïa, Ania, fille aînée de Vassili Korvine-Kroukovski et de Lizaveta Fiodorovna qui deviendra Anna Jaclard une révolutionnaire
- Maksim Vinogradov : Dostoïevski jeune
- Vladimir Ivanovitch Zaïtsev (ru) : Le général Vassili Vassilievitch  Korvine-Kroukovski (ru)
- Daniil Zandberg : Vladimir Soloviev
- Alekseï Zelenski : Grigori Ivanovitch Bazilevitch chef de la police de Semipalatinsk
- Vera Zotova : Fedossia, domestique de la famille Dostoïevski

- En attente, quelques actrices et acteurs dont le rôle est à trouver :
- Vladimir Artemov, Lea Louiza Ben Gour, Ilia Bojko, Sergueï Boubnov, Grigori Chevtchouk, Egor Dmitriev, Oleg Doulenine, Vladimir Drakovski, Anatoli Egorov, Iouri Egorov, Guillaume Fafiott, Andreï Feskov, Sergueï Gamov, Anastasia Gorina, Dmitri Gotsdiner, Dmitri Goussev, Anna Gousseva, Vania Ialanji, Kirill Jandarov, Dmitri Karpov, Vladimir Kebine, Anna Khijniak, Spartak Kondaourov, Vladimir Kotchourov, Anna Koukes, Maria Kounakh, Tatiana Kouznetsova, Anastassia Ladyguina, Iouris Laoutsinch, Dmitri Lebedev, Igor Lepikhine, Alekseï Levchine, Valeri Li, Maksim Linnikov, Dmitri Louniov, Lioubov Lvova, Mila Makarova, Inessa Maliarenko, Oleg Menchenine, Evguenia Mikhaïlova, Ioulia Mikouchina, Aleksandr Nikanorov, Aleksandr Novine, Andreï Obaroukhine, Sergueï Organov, Viktor Oudotchkine, Dmitri Ovchinnikov, Ivan Petkov, Vladimir Piskounov, Stepan Pivkine, Olga Prikhoudaïlova, Alissa Prizniakova, Kirill Prosvirennikov, Aleksandr Seguen, Iaroslav Semeniouk, Pavel Serguienko, Sergueï Solonitsyne, Artiom Sourkov, Viatcheslav Starodoubtsev, Barbara Stoll, Igor Sykhra, Aleksandr Tchelychkov, Ramaz Tchiaoureli, Anjelika Tepliakova, Maksim Terletski, Nadejda Toloubeïeva, Kamil Toukaïev, Andreï Troïtski, Olga Vassilieva, Sergueï Zamorev
- Cascadeurs :
- Vitali Moskovoï : un soldat
- Andreï Sedov

 Source et légende : version française (VF) sur RS Doublage

## Distinctions

### Récompenses
- Aigle d'or (récompense)
  - Vladimir Khotinenko réalisateur de la meilleure série télé
  - Sergueï Choumakov et Sergueï Melkoumov producteurs de la meilleure série télé
  - Valentina Talyzina meilleure actrice télé
  - Evgueni Mironov meilleur acteur télé

### Nominations
- Aigle d'or (récompense)
  - Daria Moroz pour meilleure actrice télé

### Remarque
- Dans les sous-titres de la version française, 3e épisode, on peut voir le mot rampart à plusieurs reprises : c'est une écriture désuète. Le mot s'écrit maintenant avec un e : rempart.
- Vladimir Khotinenko, le réalisateur, apparaît brièvement dans la série. Il rencontre Dostoïevski dans la rue, devant le Nouvel Ermitage près des atlantes d'Alexandre Terebeniov. Il s'empare de la sucette que tient Dostoïevski pour commencer à être remboursé de tout l'argent que l'écrivain lui a emprunté.

## Critiques
Rossiskaïa Gazeta a publié un entretien avec le critique Boris Nikolaïevitch Tikhomirov (Тихомиров Борис Николаевич), un spécialiste de Dostoïevski au sujet de cette série. Cet interview est lisible en russe et faute de mieux, en français dans une traduction automatique.